# Renault Type BZ

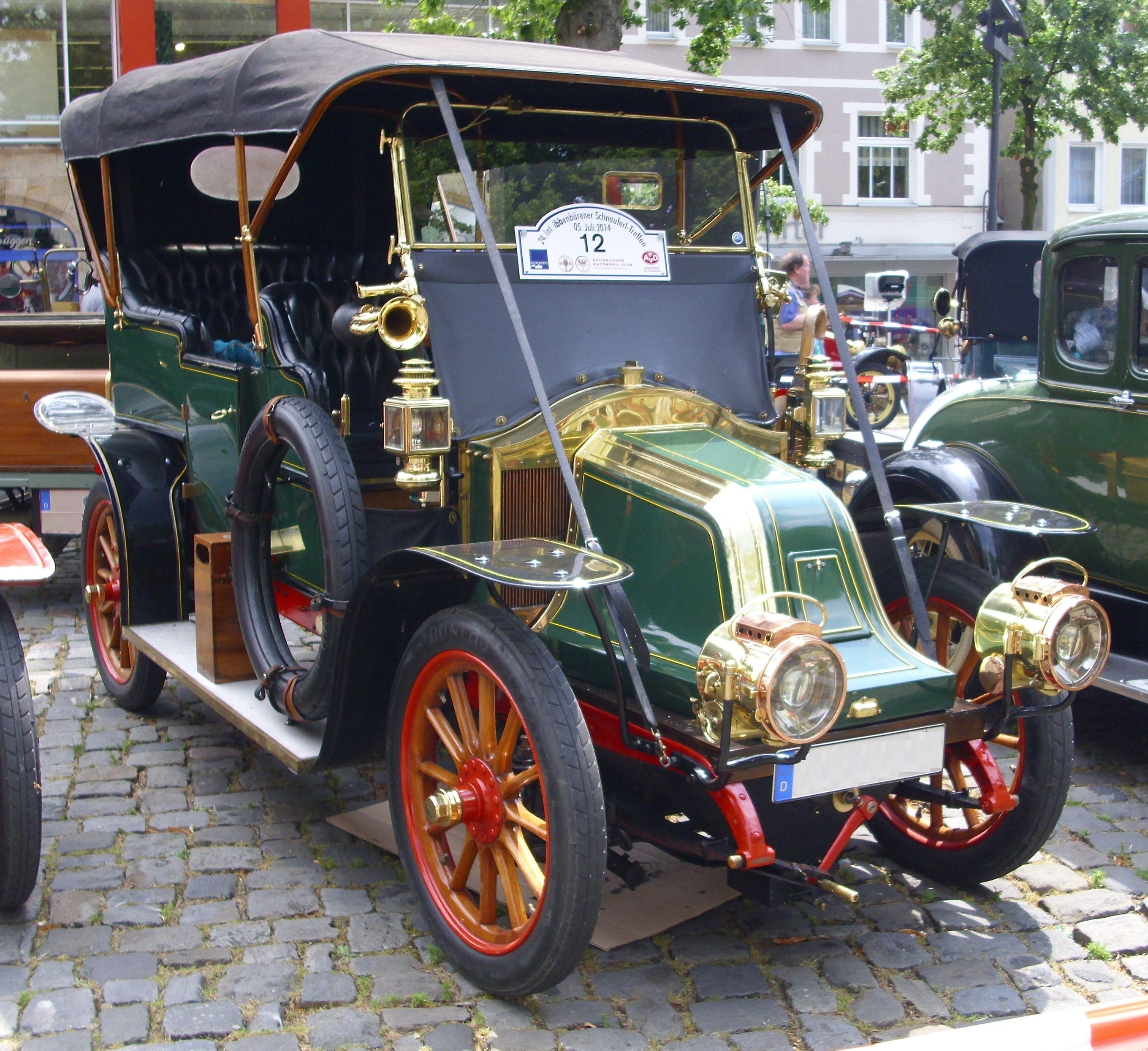
Renault Type BZ Doppelphaeton (1909)

Der Renault Type BZ war ein frühes Personenkraftwagenmodell von Renault. Er wurde auch 12/16 CV genannt.

## Beschreibung
Die nationale Zulassungsbehörde erteilte am 28. Dezember 1909 seine Zulassung. Der Renault Type AZ war der Vorgänger. Ende 1910 löste der Renault Type CB das Modell ab.
Ein wassergekühlter Vierzylindermotor mit 80 mm Bohrung und 120 mm Hub leistete aus 2413 cm³ Hubraum 11 bis 12 PS. Die Motorleistung wurde über eine Kardanwelle an die Hinterachse geleitet. Die Höchstgeschwindigkeit war je nach Übersetzung mit 38 km/h bis 56 km/h angegeben.
Zur Wahl stand ein normales und ein niedrigeres, dafür längeres Fahrgestell. Ein Radstand von 272 cm ermöglichte eine Fahrzeuglänge von 386 cm und ein Radstand von 294,3 cm ermöglichte eine Fahrzeuglänge von 405 cm. Die Spurweite von 134 cm und die Fahrzeugbreite von 161 cm war identisch. Eine andere Quelle gibt wahlweise 272 cm oder 295 cm Radstand, 380 cm oder 405 cm Länge und 160 cm Breite an. Der Wendekreis war mit 10 Metern angegeben. Das Fahrgestell wog 750 kg, das Komplettfahrzeug 1400 kg. Zur Wahl standen Doppelphaeton, Torpedo, Limousine und Landaulet. Der Preis für ein Fahrgestell lag zwischen 9100 und 9600 Franc.
Das Auktionshaus Christie’s versteigerte am 30. Juni 2005 ein Landaulet von 1910 für 47.000 Pfund. Am 21. Juni 2009 wurde auf einer Versteigerung in Monaco eine Limousine von 1910 angeboten. Der Schätzpreis lag bei 40.000 bis 60.000 Euro.